# Programblock
Ett programblock är ett system där ett radio- eller TV-program med liknande innehåll sänds efter varandra. Vissa TV-kanaler, exempelvis Boomerang, var ursprungligen ett programblock (i Boomerangs fall i Cartoon Network).